# Liparetrus teres
Liparetrus teres är en skalbaggsart som beskrevs av Britton 1980. Liparetrus teres ingår i släktet Liparetrus och familjen Melolonthidae. Inga underarter finns listade i Catalogue of Life.